# Гимн Бонайре
Страна солнца и нежного бриза (папьям. Tera di Solo i suave bientu), также известная как «Himno di Boneiru» («Гимн Бонайре») и первоначально «Himno Boneriano» («Гимн Бонайре») — написанный на языке папьяменто гимн острова Бонайре, особого муниципалитета Нидерландов в Карибском море. С 1964 по 2000 был гимном Нидерландских Антильских островов. Музыку написал JBA (Тони) Палм, текст — Хьюберт Буи (1919—2014).  
С 15 декабря 1981 года является официальным гимном Бонайре, закон был принят 11 декабря 1981, No 2.

## Папьяменто
Tera di Solo i suave bientu
Patria orguyoso Sali foi laman
Pueblo humilde i sèmper kontentu
Di un kondukta tur parti gaba
Pues lage nos trata tur dia
Pa sèmper nos Boneiru ta menta
Pa nos kanta den bon armonia
Dushi Boneiru nos tera stima
Laga nos tur como Boneiriano
Uni nos kanto i alsa nos bos
Nos ku ta yiu di un pueblo sano
Sèmper contentu sperando den Dios
Ningun poder no por kita e afekto
Ku nos ta sinti pa e isla di nos
Maske chikitu ku su defekto
Nos ta stimele ariba tur kos

## Английский перевод
Country of sun and gentle breeze,
Proud country arose from the sea
Humble people, always satisfied
Itself always bravely keeping out
Let us try each day,
Bonaire confessed make
And we sing in good harmony:
Delicious Bonaire, our beloved fatherland
Laar our only as Bonaireanen,
All sing and our votes raise
We, as children of a healthy race,
Always happy, believing in God
No strength can us decrease this love,
Such as we that feel for our island
In spite of that it is small and not perfect
We keep of it above everything

## Голландский перевод
Land van zon en zachte bries
Trots land verrezen uit de zee
Bescheiden volk, altijd tevreden
Zich altijd dapper werend
Laat ons elke dag proberen
Bonaire bekend te maken
En we zingen in goede harmonie:
Heerlijk Bonaire, ons geliefd vaderland
Laar ons alleen als Bonaireanen
Allemaal zingen en onze stemmen verheffen
Wij, als kinderen van een gezond ras,
Dios altijd gelukkig, gelovend in God
Geen kracht kan ons deze liefde afnemen
Zoals wij die voelen voor ons eiland
Ondanks dat het klein is en niet volmaakt
Wij houden ervan boven alles

## Русский перевод
Страна солнца и нежного бриза,
Гордое отечество, поднявшееся из моря.
Скромные люди, всегда счастливые,
Чьим духом все восхищаются.
Так будем стараться каждый день,
Чтоб наш Бонэйр всегда упоминался.
И мы в доброй гармонии пели:
Сладкий Бонэйр, наша любимая земля.
Пусть все мы, бонэйрианцы,
Объединимся в песне; вместе возвысим голос.
Мы, дети здоровых людей,
Всегда счастливы, веря в Бога.
Никакая сила не может уменьшить эту любовь,
Что мы испытываем к нашему острову.
Хоть он мал и не совершенен,
Мы ценим его превыше всего.